# Semiricinula hadrolineae
Semiricinula hadrolineae là một loài ốc biển, là động vật thân mềm chân bụng sống ở biển thuộc họ Muricidae.